# Тарпейска скала
Тарпейската скала се намирала на Капитолийския хълм, вероятно в северната му част. По време на Римската република, тя се използва като място за екзекуции.
Наречена е по името на весталката Тарпея, която предава Рим на сабините. Според легендата, когато Тит Таций напада Рим, след отвличането на сабинянките, весталката Тарпея, дъщерята на управителя на крепостта на Капитолийския хълм предава римляните като отваря градските врати в замяна на „това, което носят на ръцете си“, вярвайки че ще получи техните златни украшения. Вместо това, сабините я хвърлят от скалата, която по-късно вече носи нейното име.

## Екзекутирани на скалата
- Спурий Касий Вецелин (6-5 в. пр.н.е.) – консул през 502, 493 и 486 пр.н.е.[2]
- Марк Манлий Капитолин – 384 пр.н.е. – римски политик, консул през 392 пр.н.е.
- Симон Бар Гиор - 70 г. - водач на зилотите.